# 冯家山关帝庙
冯家山关帝庙，位于中华人民共和国山西省晋中市寿阳县平舒乡东郭义村冯家山自然村，已列为山西省文物保护单位。

## 保护
2011年12月12日，冯家山关帝庙公布为寿阳县文物保护单位，编号3-2。
2021年8月4日，冯家山关帝庙由山西省人民政府公布为第六批山西省文物保护单位，编号6-115。